# Universitat Bocconi
La Universitat Bocconi (en italià: Università Commerciale Luigi Bocconi) és una universitat privada situat al centre de Milà a Viale Bligny, (Itàlia). Bocconi ofereix formació de grau, postgrau i postgrau en els camps d'economia, finances, dret, gestió, ciències polítiques, administració pública i informàtica. SDA Bocconi, l'escola de negocis de la universitat, ofereix programes MBA i Executive MBA.
La Universitat Bocconi és considerada una de les universitats més prestigioses del món i es troba al centre històric de Milà Viale Bligny. L'any 2021, el QS World University Rankings va classificar la universitat en el setè lloc mundial i en el segon a Europa en estudis de negocis i gestió, així com en el primer lloc en economia i econometria fora dels Estats Units i el Regne Unit (16è a tot el món).

## SDA Bocconi
SDA Bocconi (en italià: Scuola di Direzione Aziendale Bocconi) és l'escola de negocis de postgrau de la Universitat i ofereix programes de MBA reconeguts internacionalment. L'escola també és l'editor d'E&M (Economia & Management), una popular publicació empresarial i de gestió italiana.
A més del MBA, l'SDA ofereix altres programes de màster en finances corporatives i banca, gestió immobiliària, gestió de la moda, gestió del disseny, dret esportiu i gestió de l'esport, i un màster en gestió d'escenaris i espectacles a una empresa conjunta amb l'Acadèmia de les Arts Escèniques de l'òpera La Scala. La SDA també ofereix un Doctorat en Administració d'Empreses (DBA) i formació professional a executius i directius.
SDA Bocconi també té un MBA i un Màster en Arts en Afers Internacionals (MAIA) amb l'Escola d'Estudis Internacionals Avançats Paul H. Nitze (SAIS) al campus de Bolonya de la Universitat Johns Hopkins.

### Rànkings
El 2020, SDA Bocconi va ocupar el tercer lloc al rànquing de les escoles de negocis europeus del Financial Times del 2020 i el setè del món en estudis de negocis i gestió per QS World University Rankings. El 2019, SDA Bocconi va ocupar el tercer lloc al rànquing de les escoles de negocis europeus del Financial Times del 2019 i el vuitè del món en estudis empresarials i de gestió per QS World University Rankings. El 2022, el Financial Times també va classificar el programa MBA de SDA Bocconi en el lloc 13 del món, mentre que Forbes el 2017 va classificar SDA Bocconi com el cinquè millor programes de MBA internacional d'un any del món.